# Lovington (New Mexico)
Lovington ist eine Stadt im US-Bundesstaat New Mexico, die im Jahr 2020 bei der Volkszählung 11.668 Einwohner hatte. Sie liegt im Lea County und ist dessen Sitz der Countyverwaltung (County Seat). Lovington besitzt mit dem Lovington Airport einen eigenen Flugplatz.

## Geographie
Lovingtons geographische Koordinaten sind 32° 57′ N, 103° 21′ W (32,946459, −103,353618).
Nach den Angaben des United States Census Bureaus hat der Ort eine Fläche von 12,4 km², wovon 12,3 km² auf Land und 0,1 km² (= 0,42 %) auf Gewässer entfallen.

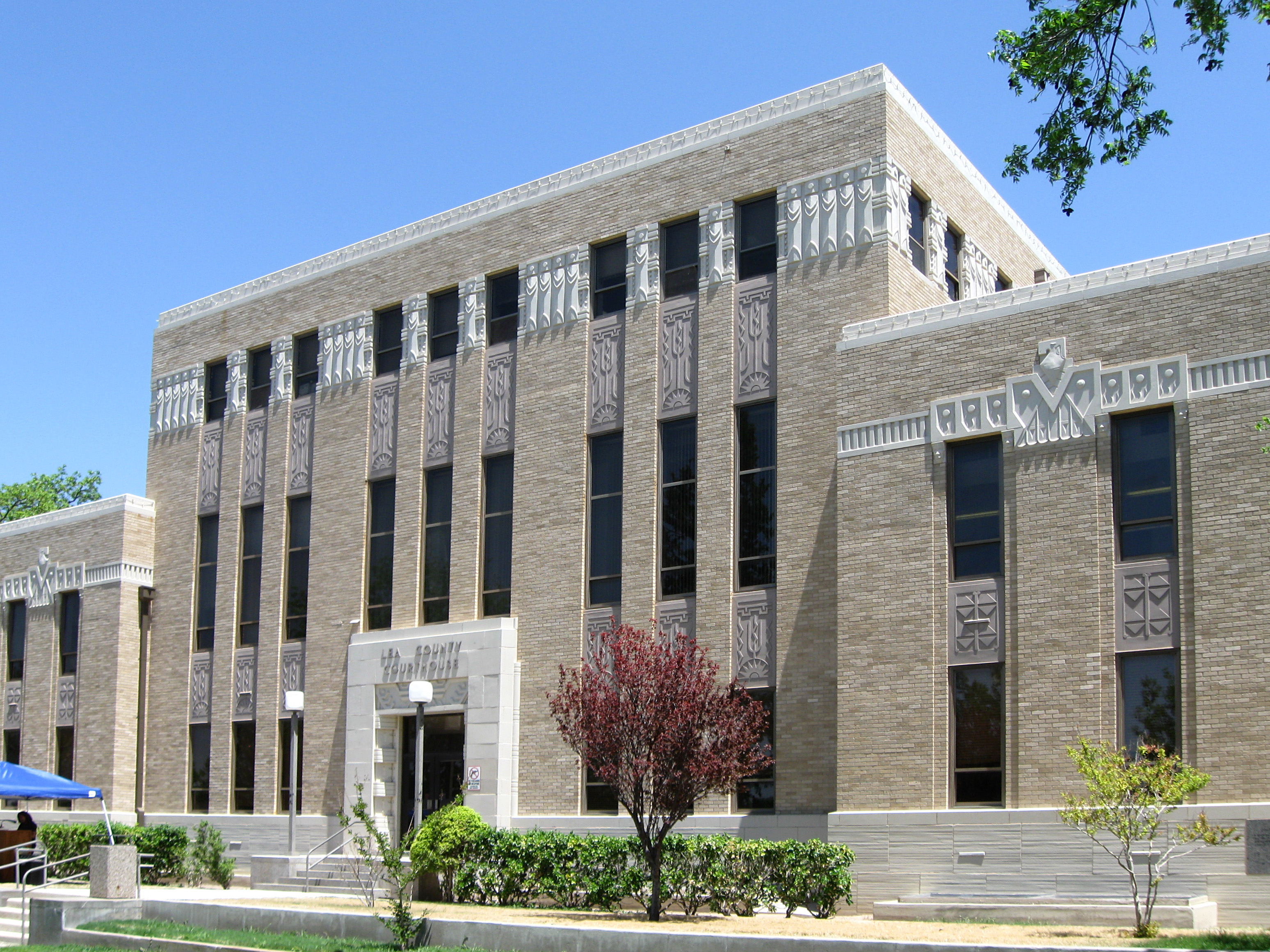
Lea County Courthouse in Lovington
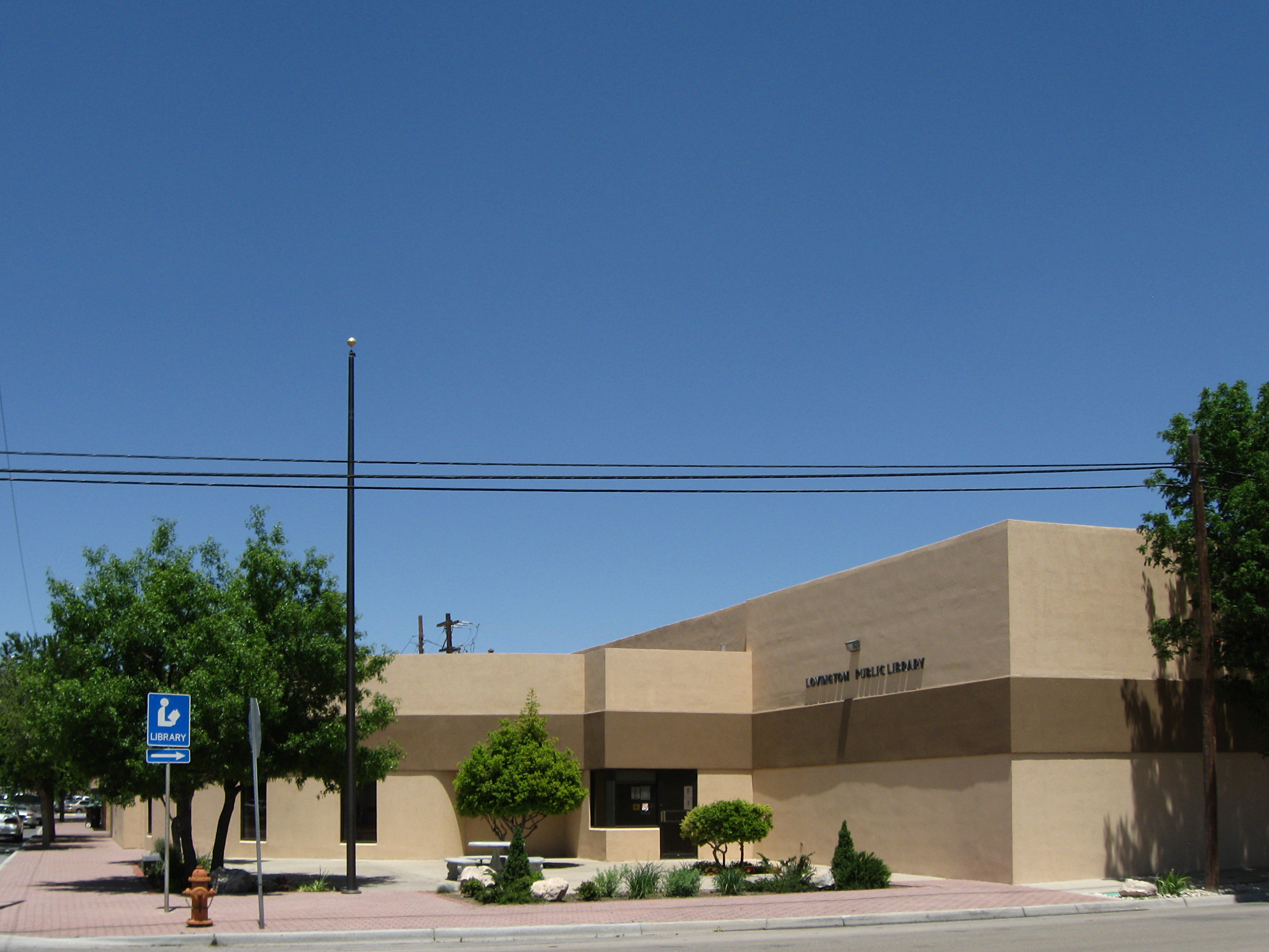
Öffentliche Bibliothek in Lovington

## Demographie
Zum Zeitpunkt des United States Census 2000 bewohnten Lovington 9471 Personen. Die Bevölkerungsdichte betrug 766,6 Personen pro km². Es gab 3823 Wohneinheiten, durchschnittlich 309,4 pro km². Die Bevölkerung Lovingtons bestand zu 59,85 % aus Weißen, 3,03 % Schwarzen oder African American, 0,78 % Native American, 0,48 % Asian, 0,06 % Pacific Islander, 32,74 % gaben an, anderen Rassen anzugehören und 3,06 % nannten zwei oder mehr Rassen. 52,12 % der Bevölkerung erklärten, Hispanos oder Latinos jeglicher Rasse zu sein.
Die Bewohner Lovingtons verteilten sich auf 3297 Haushalte, von denen in 41,6 % Kinder unter 18 Jahren lebten. 57,0 % der Haushalte stellten Verheiratete, 13,0 % hatten einen weiblichen Haushaltsvorstand ohne Ehemann und 25,4 % bildeten keine Familien. 22,8 % der Haushalte bestanden aus Einzelpersonen und in 11,5 % aller Haushalte lebte jemand im Alter von 65 Jahren oder mehr alleine. Die durchschnittliche Haushaltsgröße betrug 2,80 und die durchschnittliche Familiengröße 3,29 Personen.
Die Bevölkerung verteilte sich auf 31,8 % Minderjährige, 10,9 % 18–24-Jährige, 25,8 % 25–44-Jährige, 18,8 % 45–64-Jährige und 12,6 % im Alter von 65 Jahren oder mehr. Das Durchschnittsalter betrug 31 Jahre. Auf jeweils 100 Frauen entfielen 96,8 Männer. Bei den über 18-Jährigen entfielen auf 100 Frauen 94,3 Männer.
Das mittlere Haushaltseinkommen in Lovington betrug 26.458 USD und das mittlere Familieneinkommen erreichte die Höhe von 30.064 US-Dollar. Das Durchschnittseinkommen der Männer betrug 28.547 US-Dollar, gegenüber 19.826 US-Dollar bei den Frauen. Das Pro-Kopf-Einkommen belief sich auf 12.752 US-Dollar. 22,1 % der Bevölkerung und 20,1 % der Familien hatten ein Einkommen unterhalb der Armutsgrenze, davon waren 28,1 % der Minderjährigen und 16,2 % der Altersgruppe 65 Jahre und mehr betroffen.